# Viterbo
Viterbo je italské město v oblasti Lazio, hlavní město stejnojmenné provincie.

## Historie
Stejně jako mnohá města v okolí i Viterbo má etruské kořeny. Roku 310 př. n. l. bylo dobyto a obsazeno Římany a brzy nabylo na významu díky své poloze na důležíté římské komunikaci Via Cassia. Roku 774 bylo město dobyto Langobardy. V 11. století nenáleželo k Laziu, ale k Toskáně; postavení se změnilo, když jej Matylda Toskánská (1046–1115) předala pod vládu římského papeže.
Roku 1167 mu udělil císař Fridrich Barbarossa městská práva.
Od roku 1193 Viterbo bylo formálně nezávislé a mělo svého biskupa, i když ve skutečnosti bylo po Římu druhým centrem papežského státu a bylo určitý čas sídlem papežského dvora. Uskutečnilo se zde nejdelší konkláve v historii církve – trvalo 1005 dní, od 30. listopadu 1268 do 1. září 1271. Konkláve započalo s 20 kardinály a skončilo v počtu 16, neboť v jeho průběhu tři kardinálové zemřeli a jeden konkláve opustil. Na radu sv. Bonaventury byli nakonec kardinálové v paláci zamčeni o chlebu a o vodě a byla sundána střecha paláce, takže byli vystaveni nepohodě počasí. 1. září 1271 byl konečně vybrán nový papež. Zvolený, ne-kardinál Tebaldo Visconti z Piacenzy, ještě nebyl knězem a byl v té době na pouti do Svaté země. 10. února 1272 dorazil z Lutychu, kde byl arcidiákonem, do Viterba a přijal volbu. 19. března téhož roku byl vysvěcen knězem a biskupem a 27. března v Římě korunován papežem jako Řehoř X.
Zlatý věk města spadá do 2. poloviny 13. století a skončil tzv. Avignonským zajetím papežů. Císař se zřekl svých nároků na Viterbo až v roce 1396.
Během druhé světové války bylo zničeno spojeneckými nálety více než 70% městské zástavby včetně kostela sv. Vavřince, město však bylo velmi rychle obnoveno, jako jedno z prvních v Itálii.
Je sídlem Toskánské univerzity (Università degli Studi della Tuscia).

## Pamětihodnosti

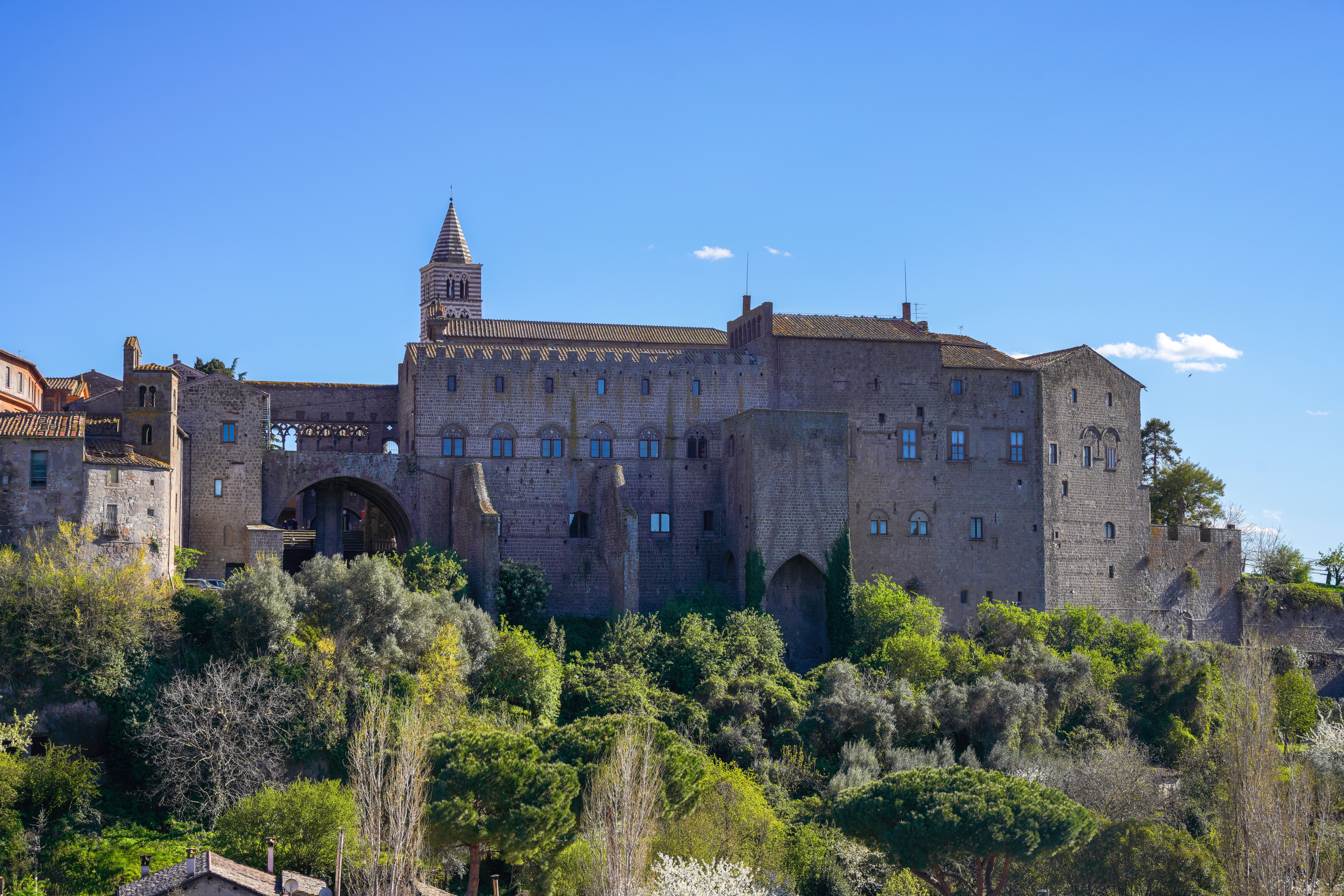
Papežský palác ve Viterbu, v pozadí katedrála sv. Vavřince a kampanila

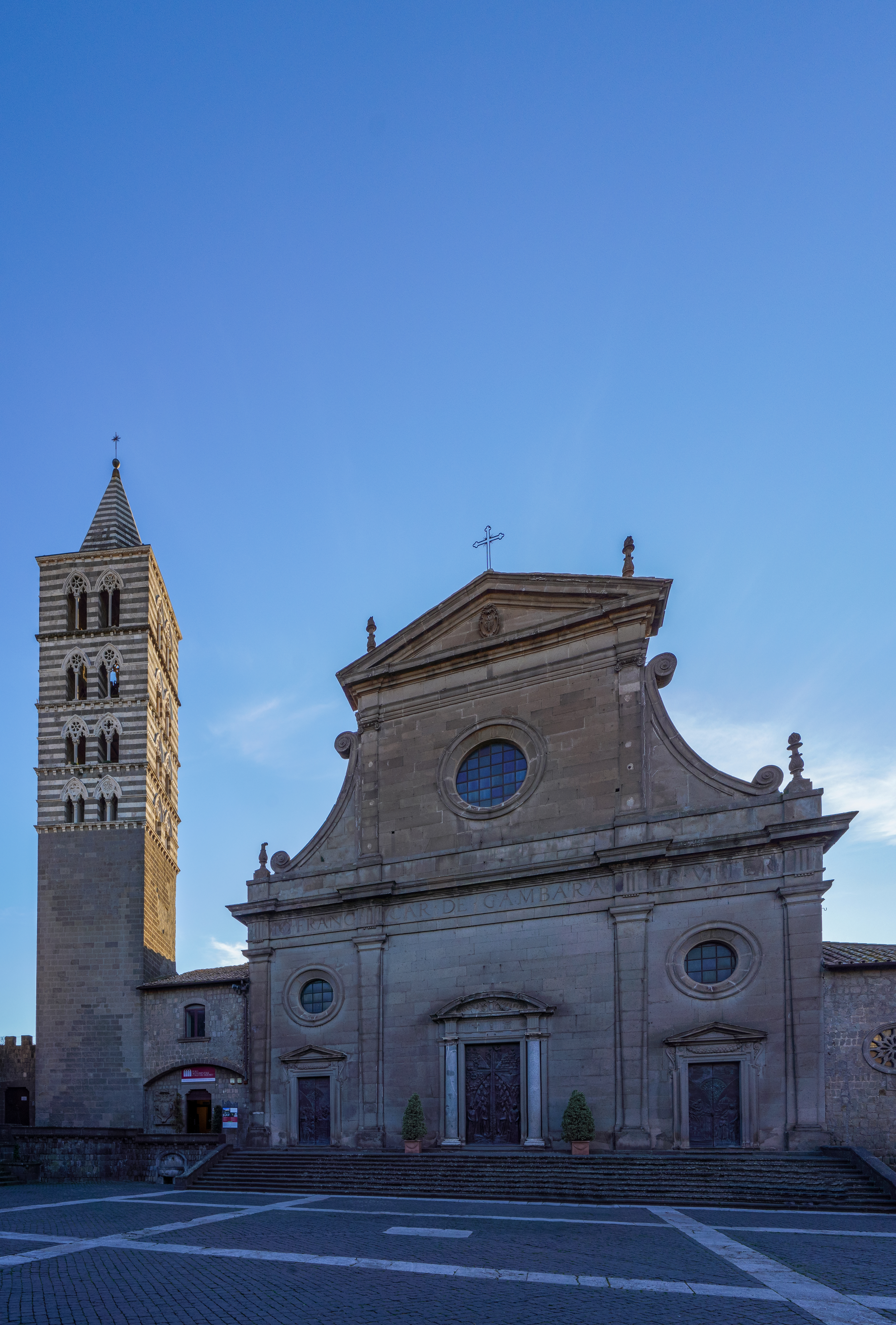
Katedrála sv. Vavřince s kampanilou

- Viterbo je v Itálii jedinečné stupněm a rozsahem dochování charakteru 12. a 13. století. Mnohé nejstarší stavby, především kostely, jsou postaveny na antických ruinách.
- Téměř v nedotčené podobě se do dnešních dob dochovala středověká poutnická čtvrť (San Pellegrino).
- Pro milovníky historie je nejzajímavější stavbou ve městě papežský palác, který sloužil papežům jako letní sídlo a v němž se pontifikové ukrývali před bouřemi v Římě v letech 1257–1281. Sloupy paláce pocházejí ze starověkého římského chrámu. Právě zde bylo po smrti papeže Klementa IV. v roce 1268 zahájeno nejdelší papežské konkláve v historii, jež skončilo až za tři roky volbou papeže Řehoře X.
- Vedle paláce stojí katedrála sv. Vavřince (San Lorenzo), již postavili ve 12. století lombardští architekti v románském stylu na bývalém antickém Herkulově chrámu. V průběhu staletí byla několikrát přebudována. Průčelí si podrželo ráz pozdní renesance, vysoká kampanila je příkladem sienské gotiky 14. století. V kostele se nachází hrobka papeže Jana XXI.; náhrobek jeho předchůdce Alexandra IV. v průběhu let zmizel.
- Ve františkánském kostele sv. Františka (San Francesco) našli místo posledního odpočinku ještě další dva papežové – Klement IV. a Hadrián V.
- Další významné architektonické památky ve Viterbu jsou renesanční radnice, pozdně gotický palác Farnese, kde žil budoucí papež Pavel III. se svou překrásnou sestrou Giulií, dále svatyně Svaté Rosy, četné gotické fontány, jejichž četností i důmyslností není Viterbu v Evropě rovno. V okolí města se nacházejí antické lázně a divadla ve Ferentu a Bolseně, dva dvoutisícileté mosty v městečku Blera, villa Lante a grandiózní zámek středověkých knížat Orsini v Braccianu.

## Události a svátky

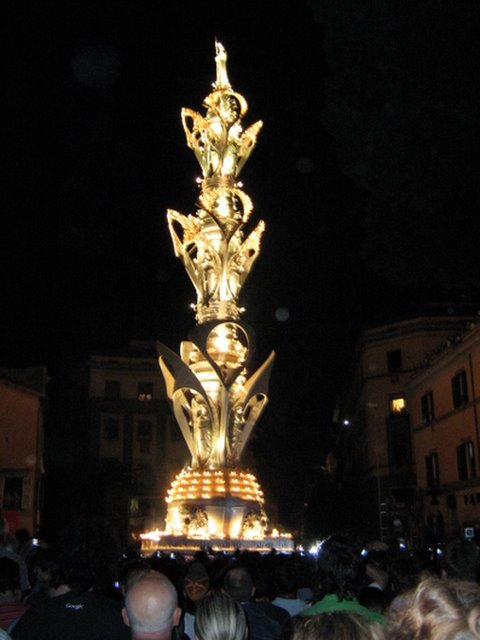
Macchina di Santa Rosa v roce 2007 – věž nazvaná "Křídla světla" v noci během transportu městem

Každoročně 3. září se ve Vitebu konají oslavy svátku patronky města, svaté Rosy. K její poctě přicházejí do města procesí a při této příležitosti se městem za pomoci více než 100 nosičů transportuje tzv. Macchina di Santa Rosa – cca 30 m vysoká a více než pět tun vážící slavnostní ozdobná věž

## Vývoj počtu obyvatel
Počet obyvatel

## Osobnosti města
- Roberto Vittori (* 1964), astronaut
- Angelo Peruzzi (* 1970), fotbalista

## Partnerská města
- Albany, New York, USA
- Binghamton, New York, USA
- Campobasso, Itálie
- Gubbio, Itálie
- Nola, Itálie
- Palmi, Itálie
- Santa Rosa de Viterbo, Brazílie
- Sassari, Itálie
- Springfield, Massachusetts, USA